# Petra Pfaff
Petra Pfaff (née le 16 octobre 1960 à Hoyerswerda) est une athlète allemande, spécialiste du 400 mètres haies. 
Elle remporte la médaille d'argent du 400 m haies aux championnats d'Europe 1982, devancée par la Suédoise Ann-Louise Skoglund, et se classe quatrième des championnats du monde 1983.